# Audio Secrecy
Audio Secrecy —en español: Secreto de audio —es el tercer álbum de estudio de la banda estadounidense de hard rock Stone Sour. Fue grabado y producido por la banda y Nick Raskulinecz en los Blackbird Studios en Nashville, Tennessee y salió al mercado el 7 de septiembre de 2010. El 10 de junio, la pista "Mission Statement" fue puesta en la página oficial de la banda para su descarga gratuita.
El 1 de septiembre, la página nme.com publicó en exclusiva las catorce canciones de la versión estándar del disco, para que las personas pudieran escucharlas antes de su lanzamiento.

## Lista de canciones
| Audio Secrecy |                                             |          |  |
| N.º           | Título                                      | Duración |  |
| 1.            | «Audio Secrecy "Secreto de audio"»          | 1:43     |  |
| 2.            | «Mission Statement "Estado de la misión"»   | 3:50     |  |
| 3.            | «Digital (Did You Tell) "Digital (Dijiste)» | 4:00     |  |
| 4.            | «Say You'll Haunt Me "Di que me seguirás"»  | 4:24     |  |
| 5.            | «Dying "Morir"»                             | 3:01     |  |
| 6.            | «Let's Be Honest "Vamos a ser honestos"»    | 3:44     |  |
| 7.            | «Unfinished "Inconcluso"»                   | 3:10     |  |
| 8.            | «Hesitate "Dudaste"»                        | 4:16     |  |
| 9.            | «Nylon 6/6»                                 | 3:40     |  |
| 10.           | «Miracles "Milagros"»                       | 4:07     |  |
| 11.           | «Pieces»                                    | 4:30     |  |
| 12.           | «The Bitter End»                            | 3:33     |  |
| 13.           | «Imperfect»                                 | 4:22     |  |
| 14.           | «Threadbare»                                | 5:44     |  |

| Audio Secrecy (Edición Especial CD & DVD) |                                                                              |          |  |
| N.º                                       | Título                                                                       | Duración |  |
| 15.                                       | «Hate Not Gone»                                                              | 3:49     |  |
| 16.                                       | «Anna»                                                                       | 3:29     |  |
| 17.                                       | «Home Again»                                                                 | 3:54     |  |
| 18.                                       | «Saturday Morning [Únicamente disponible pre-ordenando el álbum por iTunes]» | 3:15     |  |

## Personal
- Corey Taylor — voz, guitarra, piano
- James Root — guitarra
- Josh Rand — guitarra
- Shawn Economaki — bajo
- Roy Mayorga — batería